# Arado Ar 96
Arado Ar 96 là một loại máy bay huấn luyện của Đức quốc xã, do hãng Arado Flugzeugwerke chế tạo. Nó là máy bay huấn luyện nâng cao tiêu chuẩn của Luftwaffe trong Chiến tranh thế giới II.

## Biến thể
Ar 96A
Ar 96B
Ar 96B-1
Ar 96B-2
Ar 96C
Ar 296
Ar 396A-1
Ar 396A-2
SIPA S.10
SIPA S.11
SIPA S.12
SIPA S.121
Avia C.2B

## Quốc gia sử dụng
Bulgaria
- Không quân Bulgaria

 Tiệp Khắc
- Không quân Tiệp Khắc
- An ninh Quốc gia Tiệp Khắc

 Pháp
- Không quân Pháp

 Đức Quốc xã
- Luftwaffe

 Hungary
- Không quân Hungary

 Romania
- Không quân Romani

 Slovakia
- Không quân Slovakia

## Tính năng kỹ chiến thuật (Arado Ar 96B-2)
Dữ liệu lấy từ Aircraft of the Third Reich Vol.1
Đặc tính tổng quan
- Kíp lái: 2
- Chiều dài: 9,1 m (29 ft 10 in)

Ar 396A-1: 9,3 m (31 ft)
- Sải cánh: 11 m (36 ft 1 in)
- Chiều cao: 2,6 m (8 ft 6 in)

Ar 396A-1: 2,45 m (8 ft)
- Diện tích cánh: 17,1 m2 (184 foot vuông)

Ar 396A-1: 18,3 m2 (197 foot vuông)
- Trọng lượng rỗng: 1.295 kg (2.855 lb)

Ar 396A-1: 1.643 kg (3.622 lb)
- Trọng lượng cất cánh tối đa: 1.700 kg (3.748 lb)

Ar 396A-1: 2.060 kg (4.542 lb)
- Động cơ: 1 × Argus As 410A-1 , 347 kW (465 hp)

Ar 396A-1: 1 x 433 kW (581 hp) Argus As 411MA
Hiệu suất bay
- Vận tốc cực đại: 330 km/h (205 mph; 178 kn) tại mực nước biển
- Vận tốc hành trình: 295 km/h (183 mph; 159 kn)

Ar 396A-1: 275 km/h (171 mph)
- Tầm bay: 990 km (615 mi; 535 nmi)

Ar 396A-1: 600 km (373 mi)
- Trần bay: 7,100 m (23 ft)

Ar 396A-1: 6,900 m (23 ft)
- Vận tốc lên cao: 5.083 m/s (1.000.600 ft/min)
- Thời gian lên độ cao:

Ar 396A-1: 4,000 m (13 ft) trong 10 phút 18 giây

Vũ khí trang bị

1 × Súng máy MG 17 7,92 mm (0,312 in)

Ar 396A-1: 1 × Súng máy MG 17 7.92 mm (0.312 in) + 2 quả bom 50 kg (110 lb)